# Saranaca floridana
Saranaca floridana là một loài tò vò trong họ Ichneumonidae.